# AMC・キャバリエ
AMC・キャバリエ（AMC Cavalier）は、1965年にアメリカン・モーターズ (AMC) が製作したコンセプトカーである。この車は前後対称のデザインとボディ・パーツの互換性という点で革新的であった。

## 起源
キャバリエは、AMCの将来の量産車を示唆する4台の試作車の中の1台であり、1966年の「プロジェクトIV」巡回モーターショーの出展車の1台となった。この一団には、ヴィクセン （AMC Vixen：フライング・バットレス様式の後部ピラーを持つ4座クーペ）、AMXの試作車（量産型AMXとなる2座クーペ）、AMX II（AMXよりも8インチ (203 mm)長いノッチバック型ハードトップ）含む4台のコンセプトカーを擁していた。
唯一の4ドア・セダンのキャバリエは、AMCの先行デザイン・スタジオのリチャード・ティーグ (Richard A. Teague) の作品であった。「プロジェクトIV」車が一般に公開される一方でAMCは既に将来の量産車の準備を進めており、キャバリエのデザイン上の特徴の幾つかは新しい1970年モデルのホーネットに採り入れられた。このホーネットの治具と金型は、1969年夏までに用意する必要があった。

## 革新性
キャバリエは、対称性の研究車両としてユニークな存在であり、多くのボディパネルを互換性部品 (Interchangeable parts) で構成することを実証するために製作された。例えばフェンダーは、左前部フェンダーと右後部フェンダーが同一部品という様に左右反対側で互換性があった。同様にドアは左右で共用していたが、これは元々はコード社 (Cord) が自社の935サルーンの試作車で試みた発案であり、このため後部ドアは後ろヒンジのスーサイドドアであった。ボンネットとトランクリッドも互換性があった。AMCが1962年まで販売していたナッシュ・メトロポリタン (Nash Metropolitan) も内部パネルは互換性を持っていたが、外部パネルは異なっていた。30%の金型費削減に加えて、キャバリエの設計目標は製造コストをいかに削減できるかということを実証することでもあった。
もう一つの独立系自動車メーカーもその存続を目標に製造コスト削減を目指していた。スチュードベーカー社は、1967-1969年の発売を目標にホイールベース長113-インチ (2,870 mm)のコンセプトカーを開発した。グラスファイバー構造のコンセプトカー「ファミリア」 (Familia)は、ボンネットとトランクリッド、ドア、バンパー、ヘッドライトとテールライトのハウジング、フロントガラスと後部ガラス、側面ガラスが互換性を持っていた。しかし、ファミリアのコンセプトはスチュードベーカー社の量産車に採り入れられることはなかった。
キャヴァリエは、航空機の胴体のような曲面のボディ側面に半円状のホイールアーチが開き、13-インチ (330 mm)の「マグ」ホイールにホワイトウォールタイヤ (Whitewall tire) を履いていた。最後部のピラー（Cピラー）は、リアデッキが短く見える後傾したフライング・バットレス様式になっていた。後面窓はCピラーの奥まった所に位置し、シボレー・シェベルやポンティアック・GTOといったゼネラルモーターズのAボディ・プラットフォーム ("A" body platform) に似た車体後部を形成しており、後退角を持つCピラーのパネルと屋根は黒いビニールルーフ (vinyl roof) となっていて、深いメタリックレッドのボディを映えさせていた。
キャヴァリエは、AMCがこの車を海外で販売することに興味を持っていたために、オーナメント類は一般的な国外のメーカーの車と同程度、同時期のアメリカ製量産車と比較して最小限に留められていた。トランクリッドにダブルアクションのシザー式ヒンジを使用することで利便性が高められており、通常のトランクリッドと同様に開くと共にトランク内に高さのある大きく嵩張る物が積めるようにリッド自体が屋根と同じ高さまで持ち上がった。
側面まで回り込んだテールライトは緑、黄、赤色に点灯部分が変化して危険を知らせるように設計されて安全性を高めており、組み込み式のロールバーは細いピラーと屋根を補強していた。外側のドアハンドルは埋め込み式の押しボタン方式に変更されていた。
キャヴァリエのダッシュボードは、そのデザインに車の外形と内装の窪みが模式図的に表現されていた。
革新的なボディ・パネル構造の中身は、車体前方に搭載した343 cu in (5.6 L) 280 bhp (209 kW)のAMC製V型8気筒エンジン (AMC V8 engine) で後輪を駆動する保守的なFRレイアウトであった。108-インチ (2,743 mm)のホイールベースを持つコンパクトサイズではあったが、乗車定員は大人6名であった。

## 遺産
当時のAMCの会長ロバート・エヴァンズ (Robert B. Evans) によると、「販売が落ち込んでいたAMCに対する顧客からの信頼を取り戻すため」に革新的なキャヴァリエは巡回モーターショーに出展された。
「シボレー・コルヴェアやフォード・ファルコン (Ford Falcon) といった1960年代半ばに販売されていた同サイズの車と比べた場合に、この車のスタイリングは本当によくできていた。
前後デッキの長さを等しくするための短いボンネットを除けばキャヴァリエのスタイリング上の特徴の多くは、1970年モデルで導入されたAMC・ホーネットの中に見出すことができる。ホーネットもリチャード・ティーグ指揮下でデザインされた。「コルヴェアの力強い水平方向のライン、滑らかな表面、最小限に切りつめられたオーバーハング、いかつい顔つきといったものは全て1970年のホーネットのための外見上のヒントとなった。」量産型のホーネットは互換性のあるボディパーツを使用していなかったが、前後のバンパーは同じ金型から作られていた。
キャヴァリエのクーペ版も「プロジェクトIV」巡回モーターショーの出し物の中の1台であったが、こちらはパーツの互換性を考慮されていなかった。「ヴィクセン」と呼ばれるこの兄弟モデルも「簡素で無愛想な顔つき、4灯ヘッドライト、ロングフード/ショートデッキのボディ、フレアの付いたホイールアーチ」といった点で1970年のホーネットを予感させるデザインであった。
ティーグは1973年の「ホーネットGT」コンセプトカーでキャヴァリエの前後対称デザインとは全く反対の手法を採った。この車ではより大きな室内空間の実現と同時に視界と屋根の長さの双方を改善する試験的手法として左右で異なるスタイルの側面形とピラー形状を持っていた。

## 郵便切手
シャールジャ郵便局 (Sharjah Post Office) は、1971年1月にAMC・キャヴァリエが描かれた3ディルハム (Dh) の航空郵便用切手（ミヒェル・カタログMichel catalog）番号783）を発行した。これは新旧2台の自動車が対で描かれた「郵便の日」 (Post Day) シリーズ切手の一つで、1904年のランブラーと誤って1970年の車としてキャバリエが描かれている。おそらくこれはこのコンセプトカーが1970年モデルの市販車AMC・ホーネットと外見がよく似ているからであろう。

## 車名
AMCは「キャバリエ」の名称を1968年に発売予定の新しいポニーカー (pony car) に与えるつもりでいたが、その時までにゼネラルモーターズが「キャバリエ」の名称の権利を確保して14年後にシボレー・キャバリエに使用した。AMCが代わりに選んだのは「ジャヴェリン」であった。